# Terence McGovern
Pour les articles homonymes, voir McGovern.
Terence McGovern est un acteur américain né le 11 mai 1942 à Berkeley, Californie (États-Unis).

## Filmographie
- 1962 : Les Jetson (The Jetsons) (série télévisée) : Additional Voices (voix)
- 1971 : THX 1138 : Announcer (voix)
- 1973 : American Graffiti : Mr Bill Wolfe
- 1975 : Smile : Juge
- 1976 : L'inspecteur ne renonce jamais (The Enforcer) : Disc Jockey
- 1979 : J-Men Forever (en) (voix)
- 1979 : Presenting Susan Anton (série télévisée) : Regular
- 1979 : Blind Ambition (feuilleton TV) : Jack Garfield
- 1979 : Americathon (en) de Neal Israel : Danny Olson
- 1981 : La Femme qui rétrécit (The Incredible Shrinking Woman) : Cheese Demonstrator
- 1983 : Dempsey (TV) : Benson
- 1984 : Péchés de jeunesse (Sins of the Past) (TV)
- 1984 : Transformers (série télévisée) : Wildrider (voix)
- 1985 : David and Goliath (vidéo) (voix)
- 1985 : Kissyfur (série télévisée) : Jolene (voix)
- 1985 : Opération Foxfire (Code Name: Foxfire) (TV) : Wally
- 1985 : School Girls (Girls Just Want to Have Fun) : Ira
- 1985 : Charlie & Co. (série télévisée) : Jim Coyle
- 1986 : Noah's Ark  (vidéo) (voix)
- 1986 : The Nativity (voix)
- 1986 : Dear Penelope and Peter (TV) : Cliff
- 1987 : Ducktales: Treasure of the Golden Suns (TV) : Launchpad McQuack (voix)
- 1987 : L'Aventure intérieure (Innerspace) : Travel Agent
- 1987 : Cheeseburger film sandwich (Amazon Women on the Moon) : Salesman (segment "First Lady of the Evening")
- 1987 : Mighty Mouse, the New Adventures (série télévisée) : Voix additionnelles
- 1988 : Party Line (en) : Simmons
- 1989 : Super Ducktales (TV) : Launchpad McQuack (voix)
- 1990 : La Bande à Picsou, le film : Le Trésor de la lampe perdue (DuckTales: The Movie - Treasure of the Lost Lamp) : Launchpad McQuack (voix)
- 1993 : Mme Doubtfire (Mrs. Doubtfire) : A.D.R. Director Lou
- 1995 : Neuf mois aussi (Nine Months) : Dr. Newsoe, the Anesthesiologist
- 1996 : Jack : Radio Personality (voix)
- 1999 : Around the Fire : Bill
- 2005 : The Californians : Mr Putterman